# Olga Scheinpflugová

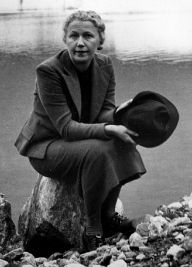
Olga Scheinpflugová vào thập niên 1930; bức ảnh do chính Karel Čapek chụp

Olga Scheinpflugová (3 tháng 12, 1902 – 13 tháng 4, 1968) là nữ diễn viên và nhà văn người Séc. Bà là con gái của nhà văn, nhà báo và nhà soạn kịch Karel Scheinpflug. Bà còn được biết đến với tư cách là vợ của nhà văn Karel Čapek.

## Tiểu sử
Scheinpflugová bắt đầu sự nghiệp diễn xuất ngay từ khi còn trẻ, hồi còn là học sinh trường thể dục thể thao ở Slaný. Từ năm 1917 bà theo học trường kinh doanh tại Praha và đồng thời học riêng chuyên ngành nghệ thuật diễn kịch với Marie Hübnerová. Năm 1920, bà tham gia vào Nhà hát Švanda và hai năm sau trở thành thành viên của Nhà hát Thành phố ở Praha-Královské Vinohrady. Năm 1920 bà tình cờ gặp gỡ và kết bạn với Karel Čapek. Từ năm 1929, Scheinpflugová bắt đầu biểu diễn tại Nhà hát Quốc gia ở Praha. Ngoại trừ hai lần gián đoạn ngắn, bà vẫn gắn bó với Nhà hát Quốc gia cho đến khi qua đời. Trong suốt sự nghiệp diễn xuất của mình, bà từng hợp tác với nhiều đạo diễn nổi tiếng, đáng chú ý nhất là với J. Kvapil, J. Bor, K. H. Hilar, J. Frejka, Otomar Krejča và Alfréd Radok. Năm 1935, bà kết hôn với nhà văn Karel Čapek, nhưng cuộc hôn nhân của họ không kéo dài được bao lâu, kể từ lúc Čapek chết vì viêm phổi vào năm 1938. Sau khi Đức chiếm đóng Tiệp Khắc, bà liên tục bị Gestapo chất vấn vì tác phẩm của Čapek rõ ràng thể hiện thái độ chống đối chủ nghĩa phát xít.
Bên cạnh các hoạt động của mình với tư cách là một nữ diễn viên, Scheinpflugová đã cống hiến cho việc sáng tác văn chương. Ban đầu chủ yếu chỉ được đăng trong các tạp chí, nhưng từ nửa cuối năm 1920 một số sách của bà đã được xuất bản. Scheinpflugová là tác giả của mười sáu quyển tiểu thuyết, mười cuốn sách nhi đồng, bảy bộ tuyển tập thơ và mười vở kịch. Một số tác phẩm của bà cũng được dựng thành phim. Chủ đề chính của những tác phẩm của bà thường nói về vai trò của người phụ nữ trong thế giới hiện đại. Cuộc hôn nhân của bà với Karel Čapek đã ảnh hưởng sâu sắc đến sự nghiệp diễn xuất cũng như các tác phẩm văn học của mình.
Olga Scheinpflugová bị lên cơn đau tim vào tháng 4 năm 1968, trực tiếp trên sân khấu, trong buổi biểu diễn vở kịch Mẹ của Karel Čapek.

## Tác phẩm chọn lọc
- Madla z cihelny (Madla từ Lò gạch) (1933)
- Okénko (Cửa sổ nhỏ) (1933)
- Andula vyhrála (Andula Won) (1938)
- Švadlenka (Cô thợ may) (1936)
- Dobře situovaný pán (Một gã đàn ông nằm thoải mái) (1939)
- Sobota (Thứ Bảy) (1944)
- Český román (Tiểu thuyết Séc) (1946) – cuốn tiểu thuyết mang tính tự truyện
- Byla jsem na světě – những hồi ký chưa hoàn thành, được xuất bản sau khi tác giả mất (1988)